# 엘블롱크 운하

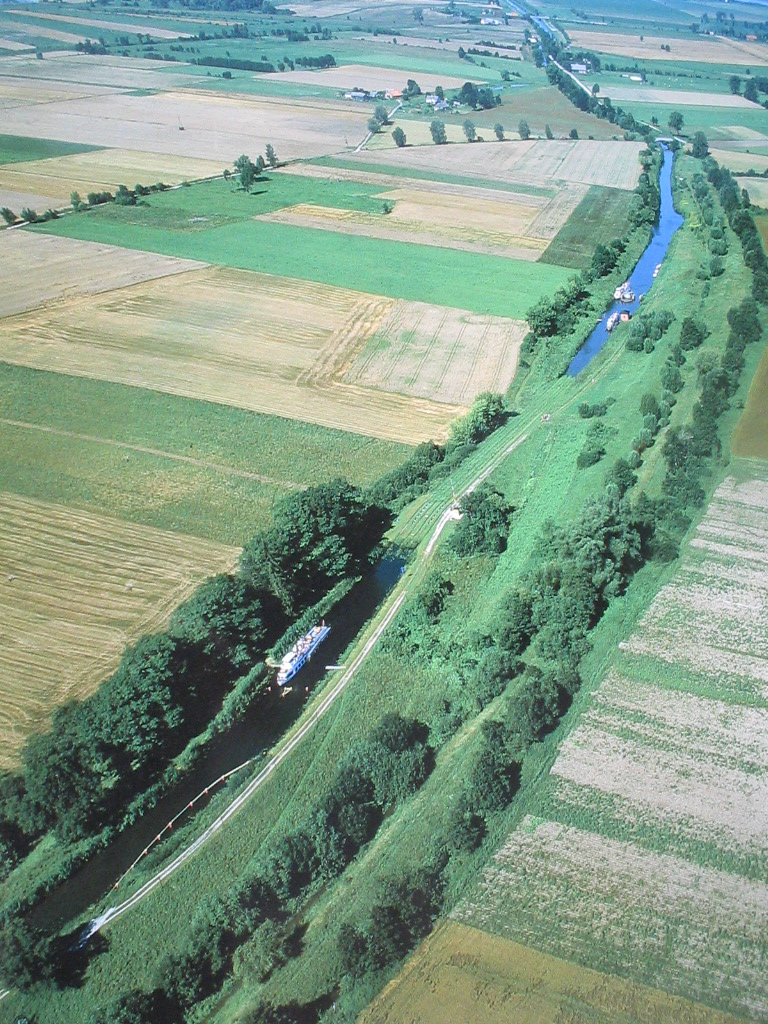
엘블롱크 운하

엘블롱크 운하(폴란드어: Kanał Elbląski)는 폴란드 바르미아마주리주에 있는 운하다. 길이는 80.5 킬로미터 (50.0 mi)다.
오늘날 주로 관광 목적으로 사용된다. 기술 역사와 관련된 가장 중요한 기념물 중 하나로 간주되며 폴란드 7대 불가사의 중 하나로 지정되었다. 이 운하는 또한 2011년 1월 28일에 폴란드의 공식 국가 역사 기념물 중 하나로 지정되었다.